# Sant Sebastià d'Òdena
Sant Sebastià d'Òdena és una església d'Òdena (Anoia) protegida com a Bé Cultural d'Interès Local.

## Descripció
Capella d'una sola nau de planta rectangular, de 7,50x12,70m. Porta adovellada a la façana de ponent, amb dovelles de travertí; a la dovella clau hi ha la data: 1690. Les cantonades són de pedres tallades en travertí, però la resta de les parets està construïda a base de pedra sense tallar i amb morter de calç i arena. A migdia hi ha una finestra amb dovelles de travestí, tapiada. La coberta havia estat construïda amb teula àrab, però està esfondrada. Construcció del segle xvii en un "estil" popular. A la part de ponent i sobre el portal d'entrada hi ha un ull de bou. Restes de campanar d'espadanya. Coberta amb voltes de creueria realitzades amb guix. Destaca el ràfec.